# Конрад V фон Франкенщайн
Конрад V фон Франкенщайн (на немски: Konrad V von Frankenstein; * пр. 1431; † сл. 1469) е господар на Франкенщайн в Оденвалд и бургграф на Щаркенбург.

## Произход
Той е син на Конрад IV фон Франкенщайн († сл. 1424) и съпругта му Анна фон Хелмщат († 1441/1457), дъщеря на Випертус (Випрехт) II фон Хелмщат († 1421) и Елизабет фон Хандшухсхайм († сл. 1430). Брат е на Випрехт фон и цу Франкенщайн († 1460) и Ханс II фон и цу Франкенщайн († сл. 1489).
Майка му Анна фон Хелмщат се омъжва ок. 1440 г. втори път за Ханс Нотхафт († 1455) или за Еберхард II фон Венинген-Хилсбах (* ок. 1397) и има син Георг фон Венинген († ок. 1502).

## Фамилия
Конрад V фон Франкенщайнсе жени за Елизабет фон Хиршхорн (* пр. 1441; † 3 ноември 1475). Те имат две деца:
- Маргарета фон и цу Франкенщайн († 27 март 1483), омъжена за Дитер V фон Хандшухсхайм (* пр. 1432; † 25 април 1487)
- Конрад VI фон Франкенщайн (* пр. 1470; † сл. 1504), женен за Аполония фон Кронберг († 27 декември 1503), дядо на Рудолф фон Франкенщайн († 21 април 1560), княз-епископ на Шпайер (1552 – 1560).